# Rivière Mariakèche
Pour les articles homonymes, voir Mariakèche.
La rivière Mariakèche coule dans la région administrative du Bas-Saint-Laurent, au Québec, au Canada, en traversant successivement les municipalités régionales de comté de :
- MRC de Rivière-du-Loup : municipalités de Saint-François-Xavier-de-Viger, Saint-Hubert-de-Rivière-du-Loup et Saint-Paul-de-la-Croix ;
- MRC Basques : municipalité de Saint-Clément.

La rivière Mariakèche est un affluent de la rive ouest de la rivière des Trois Pistoles laquelle coule vers le nord jusqu'au littoral sud-est du fleuve Saint-Laurent où elle se déverse dans la municipalité de Notre-Dame-des-Neiges, dans la municipalité régionale de comté (MRC) des Basques

## Géographie
La rivière Mariakèche prend sa source à l'embouchure du lac Chez Josaphat (longueur : 0,4 km ; altitude : 350 m), situé dans la municipalité de Saint-François-Xavier-de-Viger, au cœur des monts Notre-Dame. Ce lac est situé à 23,3 km au sud-est du littoral sud-est de l'estuaire du Saint-Laurent, à 3,9 km au sud-est du centre du village de Saint-François-Xavier-de-Viger, à 2,0 km au sud du hameau Grandbois et à 9,8 km à l'est du centre du village de Saint-Hubert-de-Rivière-du-Loup. Le lac Chez Josaphat reçoit du côté ouest la décharge du lac de Vase.
À partir du lac de tête, la rivière Mariakèche coule sur 25,0 km à travers le massif des Appalaches, répartis selon les segments suivants :
- 1,6 km vers l'est dans Saint-François-Xavier-de-Viger, jusqu'à la confluence d'un ruisseau (venant du sud) ;
- 2,6 km vers le nord, en faisant une incursion dans Saint-Hubert-de-Rivière-du-Loup, jusqu'à la route 291 qu'elle coupe à 4,6 km à l'ouest du centre du village de Saint-Hubert-de-Rivière-du-Loup ;
- 2,6 km vers le nord, jusqu'à la route du 8e et 9e rang Est ;
- 9,7 km vers le nord, jusqu'à la limite de Saint-Clément ;
- 0,3 km vers le nord-ouest, jusqu'à la confluence du ruisseau Chaud (venant du sud) ;
- 1,0 km vers le nord, jusqu'à la confluence du ruisseau Léopold-Caron (venant de l'ouest) ;
- 4,1 km vers le nord, jusqu'à la confluence d'un ruisseau (venant du sud-est) ;
- 3,1 km vers le nord, jusqu'à sa confluence.

Note : À partir de la confluence du ruisseau Chaud, la rivière sert de délimitation entre les municipalités de Saint-Clément et de Saint-Paul-de-la-Croix. Tandis qu'en amont, le ruisseau Chaud sert de délimitation entre ces deux mêmes municipalités.
La rivière Mariakèche se déverse sur la rive ouest de la rivière des Trois-Pistoles face à une île située en amont du pont de la côte des Trois-Roches.

## Toponymie
Le toponyme « rivière Mariakèche » a été officialisé le 5 décembre 1968 à la Commission de toponymie du Québec